# Contea di Carroll (Mississippi)
La contea di Carroll (in inglese Carroll County ) è una contea dello Stato del Mississippi, negli Stati Uniti. La popolazione al censimento del 2000 era di 10 769 abitanti. Il capoluogo di contea è Carrollton.
Fa parte della contea la località di Teoc, luogo natale del cantante e chitarrista blues Mississippi John Hurt.